# Kennelhosta

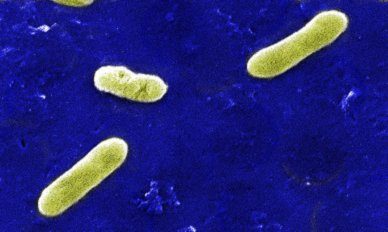
Ett svepelektronmikrofotografi (SEM) som visar ett antal gramnegativa bakterier av arten Bordetella bronchiseptica.

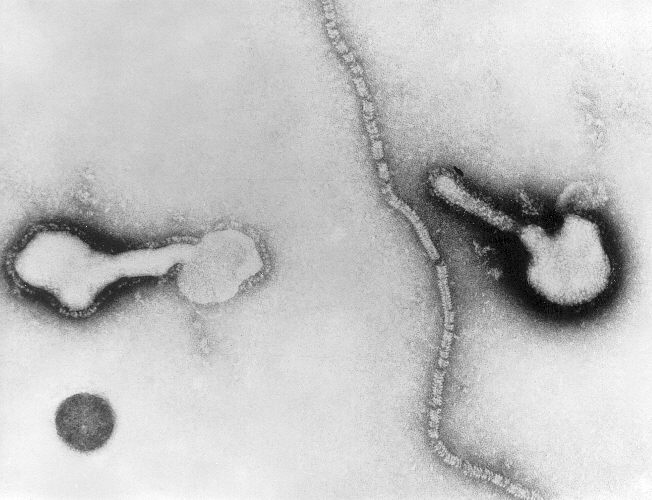
Transmissionselektronmikrofotografi (TEM) av parainfluensavirus.

Kennelhosta är ett samlingsnamn på flera olika smittämnen som orsakar hosta hos hund. Kennelhosta är mycket smittsamt i kontakt mellan hundar, och namnet kommer troligen från att det kan bryta ut och smitta hela kennlar.
Hostan har kikhosteliknande symptom, som om hunden satt något i halsen. Ibland hostar hunden upp slem eller till och med kräks.
Kennelhosta behandlas vanligtvis inte, utan går över av sig själv, vanligtvis efter fyra till tio dagar, men i vissa fall ända upp till en månad. Hunden får under sjukdomstiden inte träffa andra hundar och inte heller anstränga sig.
Veterinär bör kontaktas om hundens allmäntillstånd påverkas eller om hunden får upprepade febertoppar.